# Éparchie d'Alanie

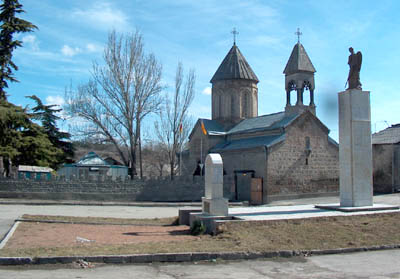
Église et monument aux victimes du conflit osséto-géorgien à Tskhinvali

L'Éparchie d'Alanie est une juridiction orthodoxe non canonique créée en Ossétie du Sud-Alanie après la fin de l'Union soviétique (1991). Elle est rattachée à l'Église orthodoxe de Grèce - Saint-Synode en résistance depuis 2003 après sa rupture avec l'Église orthodoxe russe hors frontières.